# Klöckner & Co
Die Klöckner & Co SE (kurz: Klöckner oder KlöCo) ist ein produzentenunabhängiger Stahl- und Metallverarbeiter mit Sitz in Düsseldorf.
Mit einem Netzwerk von 120 Lager- und Anarbeitungsstandorten versorgt Klöckner & Co über 90.000 Kunden, hauptsächlich in Europa und Nordamerika.

## Geschichte

Ehemaliges Logo des Unternehmens

### Gründung und erste Jahre
Am 28. Juni 1906 gründete der Kaufmann Peter Klöckner gemeinsam mit seinem Bruder Florian Klöckner in Duisburg die Offene Handelsgesellschaft Klöckner & Co. Der im Jahr 1863 in Koblenz geborene Peter Klöckner war zum Zeitpunkt der Gründung bereits 24 Jahre in der Eisen- und Stahlindustrie tätig und hatte sich durch Betriebssanierungen und -investitionen in der Branche profiliert. Mit Klöckner & Co entstand ein Handelshaus, das der wachsenden Eisen- und Stahlindustrie strategisch Rechnung tragen sollte. Neben Firmenübernahmen setzte Klöckner von Beginn an auf Expansion.
Bereits im Gründungsjahr 1906 entstanden die ersten Niederlassungen in Köln und Düsseldorf. Im Jahr 1907 eröffnete Klöckner & Co weitere Niederlassungen in Berlin und Magdeburg, 1909 folgten Hamburg und Dresden. Im Jahr 1911 wurde mit Mannheim auch ein Standort im Südwesten abgedeckt und die Verbindung zum Produktionsstandort Kneuttingen geschaffen. Das weit verzweigte Handels- und Vertriebsnetz machte es notwendig, dass die Niederlassungen den Status selbstständiger Gesellschaften bekamen, die mit ihren Geschäftsführern auf eigene Rechnung arbeiteten. Auch das Sortiment erweiterte sich neben Roheisenhandel und Stahlherstellung um Erzhandel und Rohstoffverarbeitung.
Nach der Integration der Werke in Troisdorf und Düsseldorf, deckten die Unternehmungen des Konzerns die gesamte Palette der industriellen Fertigung ab. Das Handelshaus diente als Vermittlungspunkt der Produktionskette, die bereits im Jahr 1912 von der Erzgrube bis zur Herstellung von Drähten und Maschinen reichte. Im Jahr 1913 stieg das Unternehmen in den Schrotthandel ein, der sich zu einem besonders lukrativen Zweig des Eisen- und Stahlhandels entwickelte.

### Während des Ersten Weltkriegs
Mit dem Ausbruch des Ersten Weltkriegs folgte eine scharfe Zäsur. Die Einziehung vieler Mitarbeiter zum Kriegsdienst sorgte für einen erheblichen Arbeitskräftemangel. So fuhr das Werk im lothringischen Kneuttingen die Produktion während der Kriegsjahre drastisch zurück, weil viele Italiener, die dort gearbeitet hatten, nach Ausbruch des Krieges in ihre Heimatländer zurückkehren mussten. In der Wirtschaftskrise nach dem Ende des Ersten Weltkriegs konnte Klöckner & Co mit der Ausweitung der Tätigkeitsfelder die Verluste im Stahlgeschäft ausgleichen.

### Klöckner & Co zwischen den Weltkriegen
In den 1920er und 1930er Jahren gründete das Handelshaus erste Niederlassungen in Europa, Süd- und Nordamerika und baute eine eigene Auslandsabteilung auf. Die Teilung des Konzerns in die Klöckner-Werke AG und Klöckner & Co verstärkte zudem die Selbständigkeit des Handelsbereichs.

### Zeit des Nationalsozialismus
Nach dem Tod von Peter Klöckners einzigem Sohn, Waldemar Peter Klöckner im Dezember 1936, wird die im Jahr 1931 gegründete Peter-Klöckner-Familienstiftung als Erbin des Klöckner-Unternehmensverbunds eingesetzt. Nachfolger wurde der Ehemann von Peter Klöckners Stieftochter Günter Henle, der von 1937 bis 1976 persönlich haftender Gesellschafter bei Klöckner & Co war.
Nach dem Tod Peter Klöckners am 5. Oktober 1940 übernahm Günter Henle die Geschäftsführung der Unternehmensgruppe. Da Klöckner & Co als eines der strategisch wichtigen Unternehmen für die deutsche Rüstungsindustrie galt, übernahmen die Nationalsozialisten im Zweiten Weltkrieg die Kontrolle des Unternehmens. Henle, der im Jahr 1942 von den Nazis seiner Position als Geschäftsführer der Klöckner-Gruppe enthoben wurde, übernahm das Management von Klöckner & Co.
Bereits ab Sommer 1940 wurden in Standorten der Klöckner-Werke und den dazugehörigen Zechen Zwangsarbeiter und KZ-Häftlinge zur Arbeit eingesetzt. Bis ins Jahr 1945 wurden in einem Lager der Zeche Werne 1000 bis 2000 Menschen gefangen gehalten. In Hasbergen-Ohrbeck bei Osnabrück errichtete die Gestapo ein Arbeitserziehungslager, das wahrscheinlich über 2000 Häftlinge durchliefen, die in den nahegelegenen Klöckner-Werken zur Arbeit gezwungen wurden. In Osnabrück entstanden später die Klöckner Duralit GmbH und Klöckner Ferroform GmbH.
Einige Werke wurden im Zweiten Weltkrieg teilweise zerstört.

### Wiederaufbau des Unternehmens
Nach dem Zweiten Weltkrieg wurde der Klöckner & Co-Konzern unter Aufsicht der Alliierten gestellt, deren Ziel die Entflechtung des Großunternehmens war. So gelang ein Neubeginn. Dabei profitierte das Handelshaus wie auch die anderen Klöckner & Co-Unternehmen von der schon bald einsetzenden weltweiten Nachfrage nach Eisen und Stahl. Nach der rechtlichen Trennung von der Klöckner-Werke AG und der Klöckner-Humboldt-Deutz AG in den 1950er-Jahren entwickelte sich Klöckner & Co zu einem diversifizierten Handelshaus. Der Verkauf von Stahl in Deutschland brachte in Zeiten des Wirtschaftswunders hohe Gewinne. Niederlassungen im Ausland stärkten das internationale Geschäft. Auch in anderen Branchen wie Schifffahrt oder Brennertechnik wurde Klöckner & Co tätig.
Auf das Ende des Wirtschaftswunders reagierte Klöckner & Co mit mehr Service, einer Neuorganisation und mehr internationaler Handelstätigkeit. Neben dem Kerngeschäft Stahlhandel baute das Unternehmen andere Handelsbereiche aus. Dabei bewährten sich Diversifizierung und Internationalisierung im konjunkturellen Auf und Ab der 1970er- und 1980er-Jahre. Aufgrund eines missglückten Rohöl-Termingeschäfts Ende der 1980er Jahre geriet das Unternehmen in eine existenzielle Krise. Diese verringerte die Kapitalbasis des Unternehmens um 600 Mio. Deutsche Mark drastisch. Peter Henle, der für diesen Geschäftsbereich verantwortlich war, zog die Konsequenz und schied aus der Geschäftsführung aus.
Die Deutsche Bank, die zur Deckung der Verluste 400 Mio. Deutsche Mark bereitstellte, übernahm das Unternehmen und wandelte es in eine Aktiengesellschaft um. Damit war Klöckner & Co fortan nicht mehr familiengeführt. Im Zuge der Rettungsmaßnahmen ging das Traditionsunternehmen in den Besitz der VIAG über. Unter neuer Führung war Klöckner & Co in den 1990er-Jahren in Bereichen wie Stahl, PC-Produkte, Chemie, Textilien und mobile Bauten tätig und baute seine internationale Präsenz im Bereich Stahl aus.
Im Frühjahr 1997 gab Klöckner & Co die Entscheidung bekannt, sich künftig auf sein Kerngeschäft, den Stahl- und Metallhandel, zu konzentrieren. Während es den lagerhaltenden Stahlhandel in Europa weiter ausbaute, wurden nicht mehr zum Kerngeschäft gehörende Aktivitäten des Konzerns verkauft.
Im Jahr 2001 wurde Klöckner & Co an die Balli-Gruppe, einen britischen Werkstoffhändler, verkauft. Die iranischen Inhaber der Balli-Gruppe übernahmen den Konzern für ca. 1,1 Mrd. €. Zwei Jahre nach der Übernahme verkaufte Balli 94,5 % von Klöckner & Co an die WestLB und 5,1 % an die Hamburgische Landesbank.

### IPO an der Frankfurter Wertpapierbörse
Im Jahr 2005 wurde Klöckner & Co an die US-amerikanische Private-Equity-Firma Lindsay Goldberg & Bessemer (LGB) verkauft, die das Unternehmen im Juni 2006 an die Börse brachte und im Oktober auch die Mehrheit am Aktienbesitz abgab. Die Aktien sind an der Frankfurter Wertpapierbörse zum Handel im regulierten Markt mit weiteren Zulassungsfolgepflichten (Prime Standard) zugelassen. Am 29. Januar 2007 wurde die Aufnahme der Klöckner & Co-Aktie in den MDAX der Deutschen Börse vollzogen. Seit dem 21. März 2016 notiert die Aktie im SDAX. Die Aktie wird unter dem Börsenkürzel KCO geführt.

### Entwicklung nach dem Börsengang
Insbesondere in den ersten Jahren nach dem Börsengang setzte Klöckner auf eine expansive Akquisitionsstrategie und übernahm mehrere Unternehmen. Beispielsweise übernahm Klöckner im April 2007 die Stahl-Distributionsfirma Primary-Steel. Im November 2009 wurden Becker Stahl-Service (BSS) und Firma Bläsi übernommen. Im Jahr 2011 wurden Macsteel Service Centers USA und Frefer, Brasiliens drittgrößter Stahl- und Metalldistributor, Teil des Konzerns. Im Jahr 2014 folgte die Übernahme des schweizerischen Bewehrungsstahlspezialisten Riedo Bau + Stahl. Im darauffolgenden Jahr kaufte Klöckner & Co den amerikanischen Stahlverarbeiter American Fabricators in Nashville, Tennessee. 2008 erwarb Klöckner & Co den US-Konkurrenten Temtco Steel.
Im August 2008 erfolgte die Umwandlung der Klöckner & Co von einer Aktiengesellschaft in eine Societas Europaea (SE). Im November 2009 übernahm Gisbert Rühl den Vorstandsvorsitz von Thomas Ludwig. Er veranlasste eine Restrukturierung des Unternehmens, um die nachlassende Nachfrage zu kompensieren. In diesem Zusammenhang wurden Standorte geschlossen oder verkauft und Arbeitsplätze abgebaut.
Gleichzeitig investierte der Konzern in neue Technologien. Mit dem Jahr 2014 setzte das Unternehmen stark auf den Ausbau digitaler Vertriebskanäle. Das Unternehmen gilt heute unter anderem mit seiner Anwendung „Klöckner Assistant“ und anderen digitalen Diensten als Vorreiter der Branche. Der Konzern ermöglicht anderen Unternehmen im Stahl- und Metallhandel, sich digital anzubinden, ohne ihre eigenen Prozesse anzupassen. Im Mai 2017 wurde in Bönen der erste Teil des Becker Aluminium Service-Centers zur Verarbeitung von Aluminium-Flachprodukten für die Automobil- und verarbeitende Industrie in Betrieb genommen.

### Jüngere Vergangenheit
Im Mai 2021 trat Guido Kerkhoff die Nachfolge von Gisbert Rühl als Vorstandsvorsitzender von Klöckner & Co an.
In den letzten Jahren wurden unter anderem Hernandez Stainless, RSC Rostfrei Coilcenter, National Materials of Mexico (NMM), Industrial Manufacturing Services (IMS) und Sol Components erworben. Diese Akquisitionen stehen vor dem Hintergrund der von Guido Kerkhoff eingeführten Unternehmensstrategie. Diese sieht unter anderem eine Fokussierung auf das höherwertige Geschäft vor, darunter das Anarbeitungs- und Metallverarbeitungsgeschäft, in Europa und Nordamerika.
Im Dezember 2023 gab das Unternehmen den geplanten Verkauf des Distributionsgeschäfts in vier europäischen Ländern bekannt. Die im März 2024 abgeschlossene Transaktion umfasste den Verkauf der Landesgesellschaften in Frankreich, Großbritannien, den Niederlanden und Belgien an das spanische Unternehmen Hierros Añon.
Klöckner & Co hat im Jahr 2025 die Hauptverwaltung des Konzerns von Duisburg nach Düsseldorf verlagert.

## Unternehmensstruktur

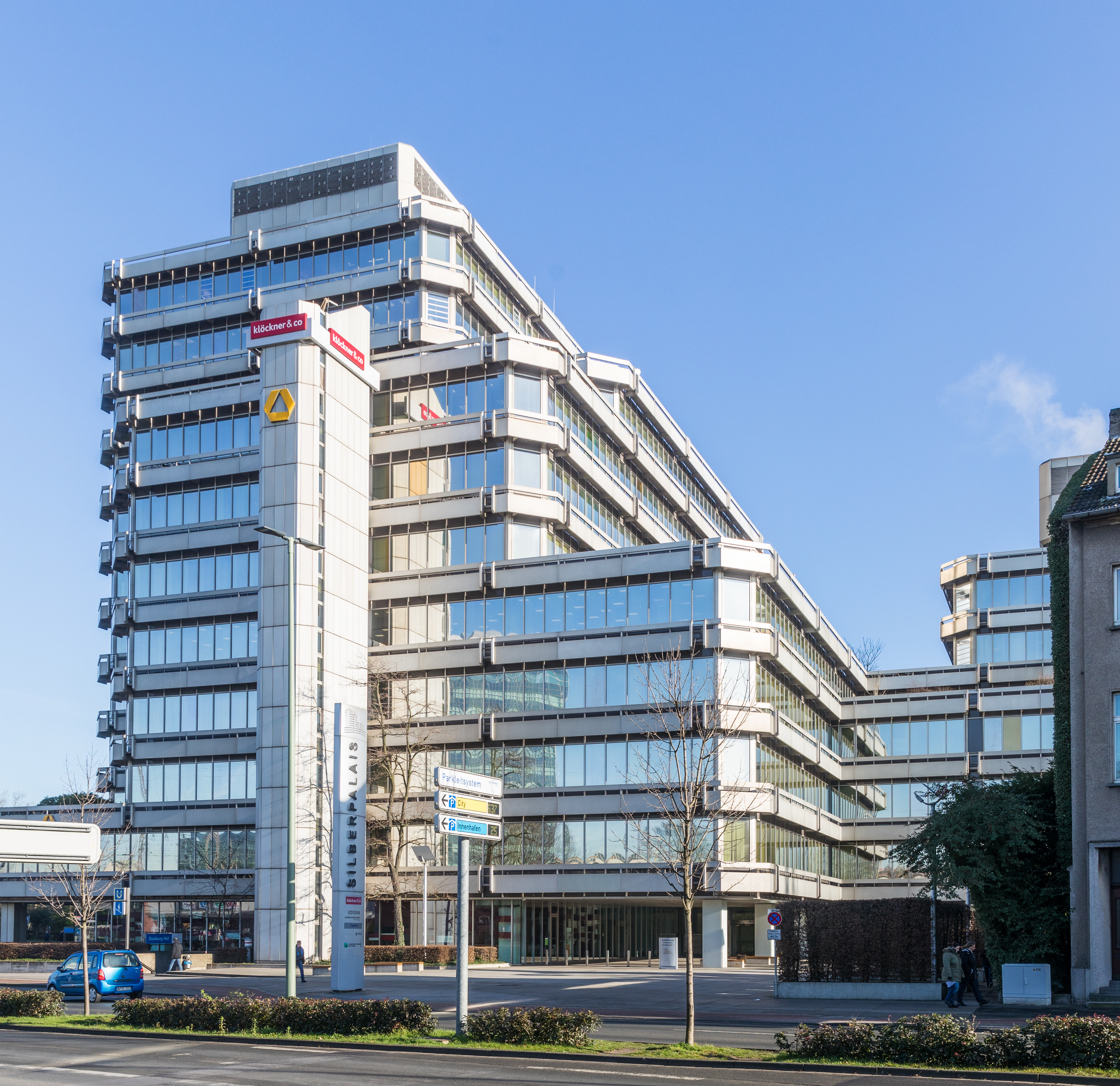
Silberpalais in Duisburg, Sitz der Zentrale von Klöckner & Co

Der Konzern ist in zwei operative Segmente gegliedert (Kloeckner Metals Europe und Kloeckner Metals Americas), unter denen weitere operative Landesgesellschaften firmieren.

### Aktie und Aktionäre
Das Grundkapital der Klöckner & Co SE beträgt 249.375.000 Euro. Es ist in 99.750.000 auf den Namen lautende Stückaktien eingeteilt. Das Unternehmen pflegt ein digitales Aktienregister.
Im März 2023 gab die Beteiligungsgesellschaft Swoctem, die sich vollständig im Besitz von Friedhelm Loh befindet, ein freiwilliges öffentliches Übernahmeangebot für Klöckner & Co ab. Ziel war es, die Schwelle von 30 % zu überschreiten, ohne eine absolute Mehrheit zu erreichen. Nach Ablauf der Angebotsfrist im Mai 2023 verfügte die Swoctem über einen Anteil von 41,53 % der Aktien des Konzerns.
Die KCO-Aktie wird seit 2006 im regulierten Markt (Prime Standard) an der Frankfurter Wertpapierbörse gehandelt und notiert als Bestandteil des SDAX.

### Aktionärsstruktur
(Stand: April 2025):
- Swoctem - 41,53 %
- Rossmann - 5,95 %
- Streubesitz - 52,52 %

### Kennzahlen
|                          | 2019  | 2020  | 2021  | 2022  | 2023  | 2024  |
| ------------------------ | ----- | ----- | ----- | ----- | ----- | ----- |
| Umsatzerlöse (Mio. €)    | 6.315 | 5.130 | 7.441 | 8.337 | 6.957 | 6.632 |
| Konzernergebnis (Mio. €) | -55   | -114  | 629   | 213   | 0     | -146  |

## Geschäftstätigkeit
Klöckner & Co verfügt über ein Distributions- und Dienstleistungsnetzwerk mit geografischen Schwerpunkten in Europa und Nordamerika.

### Geschäftsmodell
Die Wertschöpfungskette des Konzerns erstreckt sich vom Einkauf über Lagerhaltung, Servicedienstleistungen, Handel (digital und klassisch) und Distribution. Darüber hinaus bietet Klöckner Beratungsdienstleistungen rund um Logistik und andere Produktionsprozesse an. Dabei agiert der internationale Distributionskonzern unabhängig von der Produktion. Unter der Dachmarke „Nexigen“ bündelt der Konzern sein Angebot an nachhaltigen Produkten und Dienstleistungen wie CO2-reduzierten Werkstoffen.
Kunden sind sowohl kleine und mittelständische Unternehmen als auch international tätige Großkonzerne. Sie kommen vorwiegend aus der Bauindustrie sowie dem Maschinen- und Anlagenbau. Darüber hinaus liefert der Konzern Vorprodukte für die Automobilindustrie, den Schiffbau und die Gebrauchsgüterindustrie. Klöckner & Co digitalisiert seine Liefer- und Leistungsketten durchgängig. Vor diesem Hintergrund wurde Ende 2014 mit „kloeckner.i“ ein eigenes Zentrum für Digitalisierung gegründet. Eine der eigenen digitalen Anwendungen ist der „Kloeckner Assistant“. Dieser nutzt künstliche Intelligenz, um eingehende Preisanfragen und Bestellungen, die per Fax oder Telefon eintreffen, automatisch zu verarbeiten.
Daneben investiert Klöckner & Co über eine konzerneigene Beteiligungsgesellschaft in Venture-Capital-Fonds und direkt in Start-up-Unternehmen.

### Stahl-/Metallprodukte
Insgesamt bietet Klöckner & Co mehr als 200.000 Produkte an. Das Programm gliedert sich in die Bereiche für Langprodukte (Stahlträger für die Bauindustrie), Flachprodukte (Bleche für Maschinenbauer), Hohlprofile (Stahlbauhohlprofile), Rostfrei und Qualitätsstahl (hochlegierte Rundstähle für den Maschinenbau), Rohre und Hohlprofile (Präzisionsrohre), Aluminium (Aluminiumprofilstäbe für den Anlagenbau) sowie CO2-reduzierte Stahl-, Edelstahl- und Aluminiumprodukte. Schwerpunkte liegen in den Lang- und Flachprodukten.

### Ergänzende Dienstleistungen
Neben unbearbeiteten Werkstoffen und Vorprodukten bietet der Konzern verschiedene Serviceleistungen an, wie das Schneiden und Spalten von Bandstahl, Umformen und Herstellen von Pressteilen, CNC-Drehen und Fräsen, 2D/3D-Rohrlaseranarbeitung, Laser- und Wasserstrahlschneiden, Anarbeitung von Qualitäts- und Edelbaustahl, thermisches Schneiden (Plasma und Autogenbrennschneiden), Oberflächenbehandlung (Strahlen und Primern) sowie Sägen, Bohren und Abkanten.

## Nachhaltigkeit
Für das Jahr 2023 erhielt Klöckner & Co den Deutschen Nachhaltigkeitspreis (DNP) in der Kategorie „Transformationsfeld Klima“. Der Preis im Transformationsfeld Klima zeichnet Unternehmen, Organisationen und Projekte aus, die wegweisende Beiträge zur Bekämpfung der Klimakrise leisten.
Die CO2-Ziele des Konzerns wurden von der Science Based Targets Initiative (SBTi) im regulären Verfahren als wissenschaftlich fundiert anerkannt.